# Sveriges infrastrukturminister
Infrastrukturminister är ett av statsråden som utses sedan 1975 av statsministern och ingår i Sveriges regering. Departementets högsta tjänsteman och ministerns närmsta rådgivare är den politiskt tillsatta statssekreteraren. Sedan 18 oktober 2022 är Andreas Carlson (KD) infrastrukturminister.
Den första infrastrukturministern, Ulrica Messing, utnämndes år 2000. Dessförinnan hade infrastrukturministerns frågor hanterats av en kommunikationsminister. 
Infrastrukturministerns motsvarighet i andra länder benämns ofta transportminister.

## Historik
Infrastrukturfrågor handlades till en början i det tidigare Civildepartementet men bröts 1920 ut till ett eget departement, Kommunikationsdepartementet. Den förste kommunikationsministern var Carl Svensson (S). Efter 1998 års riksdagsval slogs kommunikationsdepartementet samman med näringsdepartementet. Infrastrukturfrågorna handlades då av näringsministern Björn Rosengren. År 2000 utnämndes en särskild infrastrukturminister, Ulrica Messing.
Gösta Skoglund är den som innehaft ämbetet längst, 8 år och 213 dagar.

## Lista över ministrar

### Kommunikationsministrar
Kommunikationsministern var från 1920 fram till 1998 chef för Kommunikationsdepartementet. Gösta Skoglund satt längst tid i ämbetet, 8 år, 213 dagar.
| Nr | Bild | Namn                             | Från              | Till              | Parti | Parti                     | Regering                 |
| -- | ---- | -------------------------------- | ----------------- | ----------------- | ----- | ------------------------- | ------------------------ |
| 1  |      | Carl Svensson (1879–1938)        | 1 juli 1920       | 27 oktober 1920   |       | Socialdemokraterna        | Branting I               |
| 2  |      | Walter Murray (1871–1957)        | 27 oktober 1920   | 13 oktober 1921   |       | Partilös                  | De Geer d.y. von Sydow   |
| 3  |      | Anders Örne (1881–1956)          | 13 oktober 1921   | 19 april 1923     |       | Socialdemokraterna        | Branting II              |
| 4  |      | Sven Lübeck (1877–1941)          | 19 april 1923     | 18 oktober 1924   |       | Allmänna valmansförbundet | Trygger                  |
| 5  |      | Viktor Larsson (1869–1950)       | 18 oktober 1924   | 7 juni 1926       |       | Socialdemokraterna        | Branting III Sandler     |
| 6  |      | Carl Meurling (1876–1963)        | 7 juni 1926       | 2 oktober 1928    |       | Partilös                  | Ekman I                  |
| 7  |      | Theodor Borell (1869–1944)       | 2 oktober 1928    | 7 juni 1930       |       | Allmänna valmansförbundet | Lindman II               |
| 8  |      | Ola Jeppsson (1887–1941)         | 7 juni 1930       | 24 september 1932 |       | Frisinnade folkpartiet    | Ekman II Hamrin          |
| 9  |      | Henning Leo (1885–1953)          | 24 september 1932 | 19 juni 1936      |       | Socialdemokraterna        | Hansson I                |
| 10 |      | Arthur Heiding (1883–1973)       | 19 juni 1936      | 28 september 1936 |       | Bondeförbundet            | Pehrsson-Bramstorp       |
| 11 |      | Albert Forslund (1881–1954)      | 28 september 1936 | 16 december 1938  |       | Socialdemokraterna        | Hansson II               |
| 12 |      | Gerhard Strindlund (1890–1957)   | 16 december 1938  | 13 december 1939  |       | Bondeförbundet            | Hansson II               |
| 13 |      | Gustaf Andersson (1884–1961)     | 13 december 1939  | 30 september 1944 |       | Folkpartiet               | Hansson III              |
| 14 |      | Fritiof Domö (1889–1961)         | 30 september 1944 | 31 juli 1945      |       | Högerpartiet              | Hansson III              |
| 15 |      | Torsten Nilsson (1905–1997)      | 31 juli 1945      | 1 oktober 1951    |       | Socialdemokraterna        | Hansson IV Erlander I    |
| 16 |      | Sven Andersson (1910–1987)       | 1 oktober 1951    | 22 mars 1957      |       | Socialdemokraterna        | Erlander II              |
| 17 |      | Sture Henriksson (1917–1957)     | 22 mars 1957      | 22 april 1957 †   |       | Socialdemokraterna        | Erlander II              |
| 18 |      | Gösta Skoglund (1903–1988)       | 26 april 1957     | 25 november 1965  |       | Socialdemokraterna        | Erlander II Erlander III |
| 19 |      | Olof Palme (1927–1986)           | 25 november 1965  | 28 september 1967 |       | Socialdemokraterna        | Erlander III             |
| 20 |      | Svante Lundkvist (1919–1991)     | 29 september 1967 | 30 juni 1969      |       | Socialdemokraterna        | Erlander III             |
| 21 |      | Bengt Norling (1925–2002)        | 1 juli 1969       | 8 oktober 1976    |       | Socialdemokraterna        | Erlander III Palme I     |
| 22 |      | Bo Turesson (1914–1997)          | 8 oktober 1976    | 18 oktober 1978   |       | Moderaterna               | Fälldin I                |
| 23 |      | Anitha Bondestam (född 1941)     | 18 oktober 1978   | 12 oktober 1979   |       | Folkpartiet               | Ullsten                  |
| 24 |      | Ulf Adelsohn (född 1941)         | 12 oktober 1979   | 5 maj 1981        |       | Moderaterna               | Fälldin II               |
| –  |      | Olof Johansson (tf.) (född 1937) | 5 maj 1981        | 22 maj 1981       |       | Centerpartiet             | Fälldin II               |
| 25 |      | Claes Elmstedt (1928–2018)       | 22 maj 1981       | 8 oktober 1982    |       | Centerpartiet             | Fälldin III              |
| 26 |      | Curt Boström (1926–2014)         | 8 oktober 1982    | 30 juni 1985      |       | Socialdemokraterna        | Palme II                 |
| 27 |      | Roine Carlsson (1937–2020)       | 1 juli 1985       | 17 oktober 1985   |       | Socialdemokraterna        | Palme II                 |
| 28 |      | Sven Hulterström (född 1938)     | 18 oktober 1985   | 29 januari 1989   |       | Socialdemokraterna        | Palme II Carlsson I      |
| 29 |      | Georg Andersson (född 1936)      | 30 januari 1989   | 4 oktober 1991    |       | Socialdemokraterna        | Carlsson I Carlsson II   |
| 30 |      | Mats Odell (född 1947)           | 4 oktober 1991    | 7 oktober 1994    |       | Kristdemokraterna         | Carl Bildt               |
| 31 |      | Ines Uusmann (född 1948)         | 7 oktober 1994    | 7 oktober 1998    |       | Socialdemokraterna        | Carlsson III Persson     |
| 32 |      | Björn Rosengren (född 1942)      | 7 oktober 1998    | 16 oktober 2002   |       | Socialdemokraterna        | Persson                  |

### Infrastrukturministrar
År 2000 avvecklades kommunikationsdepartementet och blev en del av näringsdepartementet. Björn Rosengren var näringsminister och hade ansvar för kommunikationsfrågor. Med Ulrica Messing bytte posten namn till infrastrukturminister och lydde under näringsdepartementet.
| Nr | Bild | Namn                                 | Från            | Till            | Parti | Parti              | Departement                                                             | Regering                                |
| -- | ---- | ------------------------------------ | --------------- | --------------- | ----- | ------------------ | ----------------------------------------------------------------------- | --------------------------------------- |
| 1  |      | Ulrica Messing (född 1968)           | 16 oktober 2002 | 6 oktober 2006  |       | Socialdemokraterna | Näringsdepartementet                                                    | Persson                                 |
| 2  |      | Åsa Torstensson (född 1958)          | 6 oktober 2006  | 5 oktober 2010  |       | Centerpartiet      | Näringsdepartementet                                                    | Reinfeldt                               |
| 3  |      | Catharina Elmsäter-Svärd (född 1965) | 5 oktober 2010  | 2 oktober 2014  |       | Moderaterna        | Näringsdepartementet                                                    | Reinfeldt                               |
| 4  |      | Anna Johansson (född 1971)           | 3 oktober 2014  | 27 juli 2017    |       | Socialdemokraterna | Näringsdepartementet                                                    | Löfven I                                |
| 5  |      | Tomas Eneroth (född 1966)            | 27 juli 2017    | 18 oktober 2022 |       | Socialdemokraterna | Näringsdepartementet (2017–2019) Infrastrukturdepartementet (2019–2022) | Löfven I Löfven II Löfven III Andersson |
| 6  |      | Andreas Carlson (född 1987)          | 18 oktober 2022 | nuvarande       |       | Kristdemokraterna  | Landsbygds- och infrastrukturdepartementet                              | Kristersson                             |

### Övriga statsråd på Infrastrukturdepartementet
| Namn | Namn                | Bild | Födelse                     | Tillträde        | Frånträde        | Parti              | Titel                                      | Regering             | Källor |
| ---- | ------------------- | ---- | --------------------------- | ---------------- | ---------------- | ------------------ | ------------------------------------------ | -------------------- | ------ |
|      | Anders Ygeman       |      | 17 juni 1970 i Stockholm    | 1 april 2019     | 30 november 2021 | Socialdemokraterna | Energiminister och Digitaliseringsminister | Löfven II Löfven III |        |
|      | Khashayar Farmanbar |      | 21 september 1976 i Teheran | 30 november 2021 | 18 oktober 2022  | Socialdemokraterna | Energiminister och Digitaliseringsminister | Andersson            |        |